# Mellanvattnet, Ångermanland
Mellanvattnet är en sjö i Sollefteå kommun i Ångermanland och ingår i Ångermanälvens huvudavrinningsområde. Sjön är 24,9 meter djup, har en yta på 0,57 kvadratkilometer och befinner sig 232,1 meter över havet. Sjön avvattnas av vattendraget Strinneån.

## Delavrinningsområde
Mellanvattnet ingår i det delavrinningsområde (701823-158121) som SMHI kallar för Utloppet av Mellanvattnet. Medelhöjden är 291 meter över havet och ytan är 12,29 kvadratkilometer. Det finns inga avrinningsområden uppströms utan avrinningsområdet är högsta punkten. Strinneån som avvattnar avrinningsområdet har biflödesordning 2, vilket innebär att vattnet flödar genom totalt 2 vattendrag innan det når havet efter 46 kilometer. Avrinningsområdet består mestadels av skog (74 procent). Avrinningsområdet har 0,77 kvadratkilometer vattenytor vilket ger det en sjöprocent på 6,2 procent.